# Afropisaura ducis
Afropisaura ducis là một loài nhện trong họ Pisauridae.
Loài này thuộc chi Afropisaura. Afropisaura ducis được Embrik Strand miêu tả năm 1908.